# Kaczor Donald (czasopismo)
Kaczor Donald – polski dwumiesięcznik komiksowy dla dzieci. Ukazuje się nakładem wydawnictwa Egmont Polska od 28 kwietnia 1994 roku. Do gazety dołączany jest prezent, czasem związany z aktualnym świętem.

## Historia
Pierwszy numer „Kaczora Donalda” ukazał się 28 kwietnia 1994 roku, wtedy jako dwutygodnik. Powstał on na bazie czasopisma „Mickey Mouse”, który z okazji 60-lecia postaci Kaczora Donalda zmienił swoją nazwę. Na pierwszej stronie widniał rysunek komputera (we wrześniu 1998 roku był to już nowoczesny laptop), z tekstem od redakcji zapowiadającym wnętrze komiksu. Na tej samej stronie, pod spisem treści widniały „Najkrótsze komiksy Kaczora Donalda”, historyjki autorstwa Ala Taliaferro zawierające zazwyczaj cztery obrazki (teraz można je spotkać jako „Z pamiętnika Donalda” w wydaniach tomikowych). Stałymi elementami, oprócz komiksów, były jedynie „Zgadywanki i zagadki”, „Figle figlarzy”, „Krzyżówka” i „Zawsze śmieszne”, czyli jednostronicowy komiks na przedostatniej stronie czasopisma. Inne rubryki (Mieszanka firmowa, Parada żartów itp.) zostały stworzone później. Do numerów dołączane były głównie: kartonowe gry (w pierwszych numerach była to „Giełda Kaczogrodu”), plakaty (np. „Drzewo genealogiczne Kaczora Donalda” autorstwa Dona Rosy), naklejki, tatuaże i dodatkowe książeczki z łamigłówkami. Początkowo dwutygodnik ukazywał się w czwartki, a na przełomie 1996 i 1997 roku zaczął ukazywać się w piątki.
4 czerwca 1997 „Kaczor Donald” stał się tygodnikiem ukazującym się co środę.
W 1999 roku zmienił się typ zabawek dodawanych do pisma. Plakaty, tekturowe gry i książeczki z kawałami zostały zamienione na plastikowe zabawki, takie jak „lepkie rączki” oraz gadżety detektywów i podróżników (latarka, tusz do odcisków palców, szyfrator, mała lornetka, kompas z lusterkiem itp.). Zmieniała się również budowa pisma: „Zgadywanki i zagadki” zostały zmienione na „Łamacz głowy”, zniknęła krzyżówka i komiks „Zawsze śmieszne”.
W tym samym roku magazyn (w numerze 1999/10) odnotował też najwyższą sprzedaż w historii wynoszącą 289 000 sprzedanych egzemplarzy.
W 2004 roku tygodnik przeszedł metamorfozę – po raz pierwszy w historii zmieniono logo, przebudowano także wnętrze gazetki.
We wrześniu 2010 roku po raz kolejny przebudowano pismo. Odświeżona została szata graficzna, czcionka używana w komiksowych dymkach oraz wygląd poszczególnych działów.
W lipcu 2011 roku po raz drugi w historii zmieniono logo tygodnika. Przypomina ono te obowiązujące w pierwszych latach wydawania czasopisma. Zlikwidowano jednak charakterystyczną główkę Kaczora Donalda, a zastąpiono ją całym wizerunkiem Donalda, który opiera się o napis. Wtedy też pismo miało dotychczas najwyższą cenę – 6,99 zł a numer podwójny – 9,99 zł.
W kwietniu 2012 roku od nr 15 „Kaczor Donald” stał się z powrotem dwutygodnikiem, zaś w styczniu 2016 roku miesięcznikiem.
W styczniu 2013 roku w nr 2 lekko zmodyfikowano logo – usunięto z niego Kaczora Donalda. Ta wersja logo obowiązuje do dziś.
W czerwcu 2018 roku od nr 07 „Kaczor Donald” przeszedł metamorfozę. Komiks wydawany obecnie jest przedrukiem komiksów skandynawskich. Wzmocniona została również okładka oraz liczba stron zwiększyła się z 48 na 52. W latach 2019–2023 redaktorem naczelnym pisma był Artur Skura . 25 października 2019 roku ukazał się 1000 numer pisma. Od 2020 roku pismo ukazuje się z częstotliwością 10 numerów w ciągu roku. Od 2021 roku pismo jest dwumiesięcznikiem, a od 2023 roku ukazuje się 8 numerów pisma w ciągu roku. Od tego samego roku (od nr 3) redaktor naczelną pisma jest Katarzyna Sendecka .
Od 2024 roku (od nr 3) redaktorką naczelną pisma została Jolanta Tomala.

## Stałe działy
Stałymi punktami w czasopiśmie są:
- Komiksy ze świata Kaczora Donalda, Myszki Miki lub innych postaci disnejowskich
- „Puchar za suchar” (dawniej: „Parada żartów”)
- „Figle figlarzy”
- „Prezent”
- „Łamacz głowy”
- „Nie przegap!”
- „Fanklub”
- „Konkurs”
- „To ciekawe!”
- „Od czapki”
- „Miki Max”

Od czasu do czasu pojawiają się też „Kacze Wieści”, „Wszystko Gra!” i „Sport”.

## Wydania specjalne
| L.p.              | Rok wydania       | Numer wydania     | Tytuł                                  | Uwagi |
| Oficjalne wydania | Oficjalne wydania | Oficjalne wydania | Oficjalne wydania                      | Oficjalne wydania |
| ----------------- | ----------------- | ----------------- | -------------------------------------- | --- |
| 1                 | 2000              | 1/2000            | $kneru$                                | Wydanie specjalne zawierające komiksy głównych rozdziałów sagi Dona Rosy pt. Życie i czasy Sknerusa McKwacza. |
| 2                 | 2004              | 1/2004            | Rok Szkolny z Kaczorem                 | Wydanie specjalne zawierające kalendarz szkolny na okres wrzesień 2004 – grudzień 2005. |
| 3                 | 2004              | 2/2004            | Formuła 1                              | Wydanie specjalne z komiksami Pera Hedmana i Flemminga Andersena pt. Formuła 1. Wszystkie te komiksy były już publikowane na łamach zwykłego „Kaczora Donalda”.                                                                          |
| 4                 | 2004              | 3/2004            | Powracające prezenty                   | Wydanie specjalne z komiksami o świętach Bożego Narodzenia i Świętym Mikołaju. |
| 5                 | 2005              | 2/2005            | Zaginione skarby                       | Wydanie specjalne zawierające serię „komiksów przygodowych” (Tom I). |
| 6                 | 2005              | 3/2005            | Straszni piraci                        | Wydanie specjalne zawierające serię „komiksów przygodowych” (Tom II). |
| 7                 | 2005              | 4/2005            | Tajemniczy kosmos                      | Wydanie specjalne zawierające serię „komiksów przygodowych” (Tom III). |
| 8                 | 2005              | 5/2005            | Rok Szkolny z Kaczorem                 | Wydanie specjalne zawierające kalendarz szkolny na okres wrzesień 2005 – grudzień 2006. |
| 9                 | 2005              | 6/2005            | Dzielni rycerze                        | Wydanie specjalne zawierające serię „komiksów przygodowych” (Tom IV). |
| 10                | 2005              | 7/2005            | Drużyna I-Team                         | Wydanie specjalne zawierające serię „komiksów przygodowych” (Tom V). |
| 11                | 2005              | 8/2005            | Diodakowy wynalazek: komiksy Dona Rosy | Wydanie specjalne zawierające serię „komiksów przygodowych” (Tom VI). |
| Pozostałe wydania |                   |                   |                                        | |
| 1                 | 2002              | 2/2002            | GOOL                                   | Wydanie zawierające 4 komiksy o myszogrodzkiej drużynie piłkarskiej Trampkor, do której należą m.in. Mordek, Ferdek i Gilbert. Publikacja wydana z okazji Mistrzostw Świata w Piłce Nożnej 2002. Wydany w ramach serii Komiksy z ekranu. |
| 2                 | 2012              | 1/2012            | Karnyyy!                               | Długi 4-częściowy komiks Tajemnica Euro (kod inducks: XPW GOL 2012-1), opowiadający o przygodach Hyzia, Dyzia i Zyzia i ich drużyny futbolowej. Komiks wydany z okazji EURO 2012. Wydany w ramach serii Prosto z ekranu.                 |
| 2                 | 2012              | 1/2012            | Minnie i Daisy                         | Wydanie zawierało 3 komiksy z Kaczką Daisy i Myszką Minnie. Wydany w ramach jednotomowej serii Minnie i Daisy. |
| 3                 | 2013              | 1/2013            | Myszka Miki                            | Wydanie specjalne nawiązujące do serialu animowanego Myszka Miki z 2013 roku (znanego również pod tytułem Miki w szortach). Wydany w ramach jednotomowej serii Myszka Miki.                                                              |
| 4                 | 2014              | 1/2014            | Goool!                                 | Długi komiks z postaciami z Kaczogrodu i Myszogrodu oraz Jose Cariocą i Panchito nawiązujący do Mistrzostw Świata w Piłce Nożnej 2014 w Brazylii. Wydany w ramach jednotomowej serii Magazyn na topie.                                   |
| 5                 | 2016              | 1/2016            | Kaczor Donald-EKSTRA!                  | Wydanie zawierające przedruk jednostronicowych komiksów z „Kaczora Donalda”. Wydany w ramach serii Prosto z ekranu. |

## Powiązane czasopisma komiksowe
Po polsku ukazują się cztery czasopisma komiksowe powiązana z „Kaczorem Donaldem” (zawierające komiksy z tymi samymi postaciami):
- „Gigant Poleca” (dwumiesięcznik, 256 stron), do roku 2001 wydawany jako „Komiks Gigant”;
- „MegaGiga” (półrocznik, 512 stron);
- „Gigant Mamut” (półrocznik, 512 stron);
- „Miki Max!” (rocznik, wcześniej kwartalnik; publikowane są w nim zagadki, 32 strony).